# Juraj Filas
Juraj Filas (5. března 1955 Košice – 31. prosince 2021) byl slovenský hudební skladatel a pedagog žijící v Praze.
Na pražské konzervatoři vystudoval 2 obory – kompozici u Jana Zdeňka Bartoše a zpěv. Na HAMU v Praze absolvoval skladbu u Jiřího Pauera v roce 1981 a tamtéž v roce 1985 interní uměleckou aspiranturu. Od r. 1985 zde vyučoval na katedře skladby hlavní obor a historické kompoziční studie. Byl laureátem řady pěveckých i skladatelských soutěží.
Juraj Filas je autorem cca 100 skladeb komorních, symfonických, kantátových, koncertů, TV opery, Te Deum a Requiem. Své skladby psal pro přední světové hráče (Josepha Alessiho, solotrombonistu Newyorské Filharmonie, trumpetistu Otto Sautera ad.) a orchestry.
Jeho díla zazněla na významných pódiích jako Carnegie Hall a Lincoln Center v New Yorku, Tonhalle Zürich, na festivalech Pražské jaro, Beethovenfest-Bonn, i na dalších místech jako např. Vídeň, St. Gallen, Lausanne, Ženeva, Paříž, Hongkong, Tchaj-wan, Tokio, Mexiko, Petrohrad, Londýn, Hradec Králové atd.
Podle jeho opery byl roku 1989 natočen experimentální televizní film Rakovina vůle.